# Casa Provinciale delle Piccole Sorelle dei Poveri

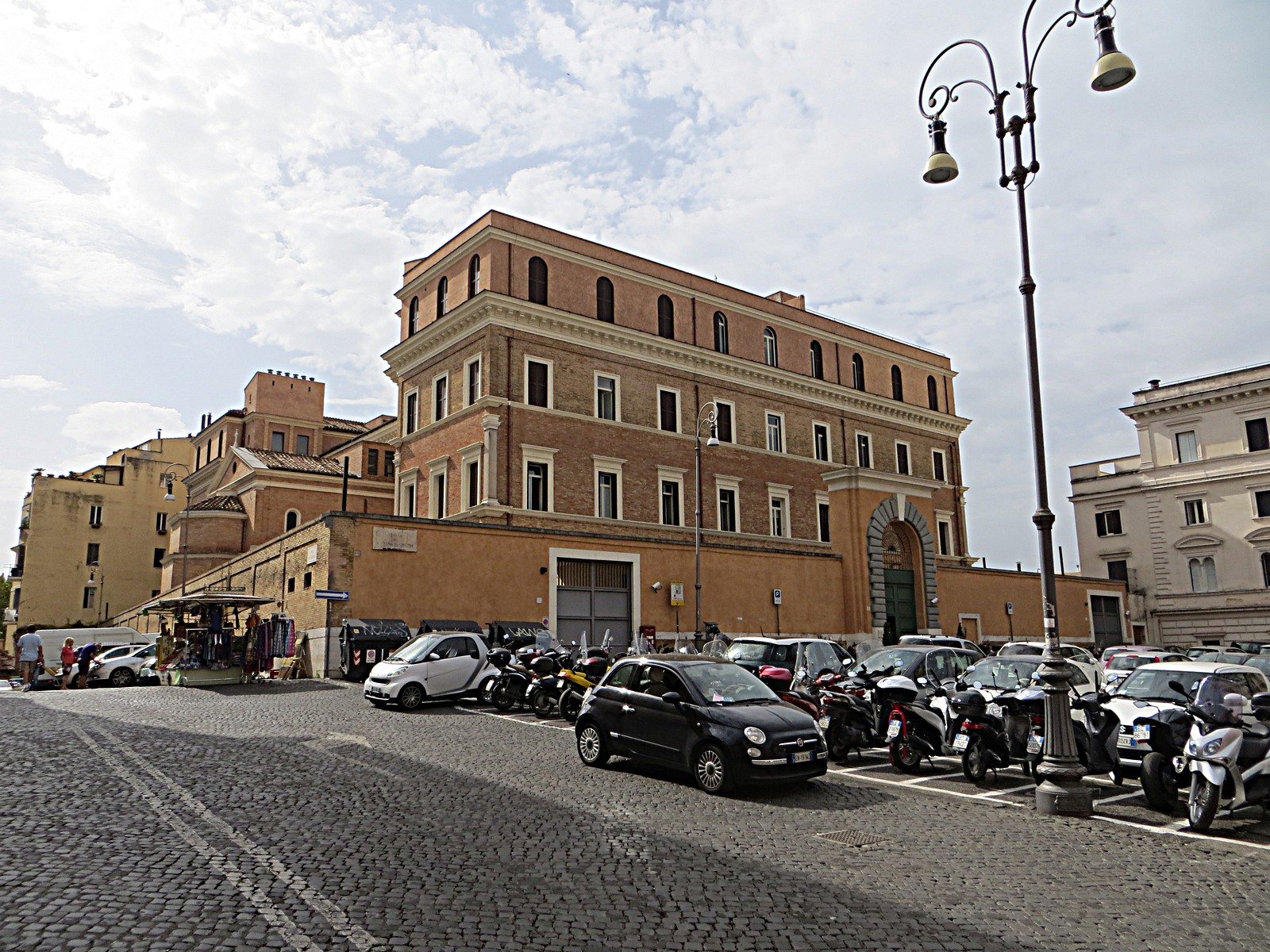
Vista da Casa Provinziale. A abside da capela é claramente visível à esquerda, na Via Eudossiana. À direita, o portão que era do antigo jardim do Convento di Sant'Antonio Abate (o edifício branco na extremidade direita) e que hoje serve de entrada principal para o complexo.

Casa Provinciale delle Piccole Sorelle dei Poveri é um convento das Irmãzinhas dos Pobres localizado na Piazza di San Pietro in Vincoli (n° 6), no rione Monti de Roma. No interior está a capela privada de Santa Maria Immacolata delle Piccole Sorelle dei Poveri, de uso exclusivo das irmãs.

## História

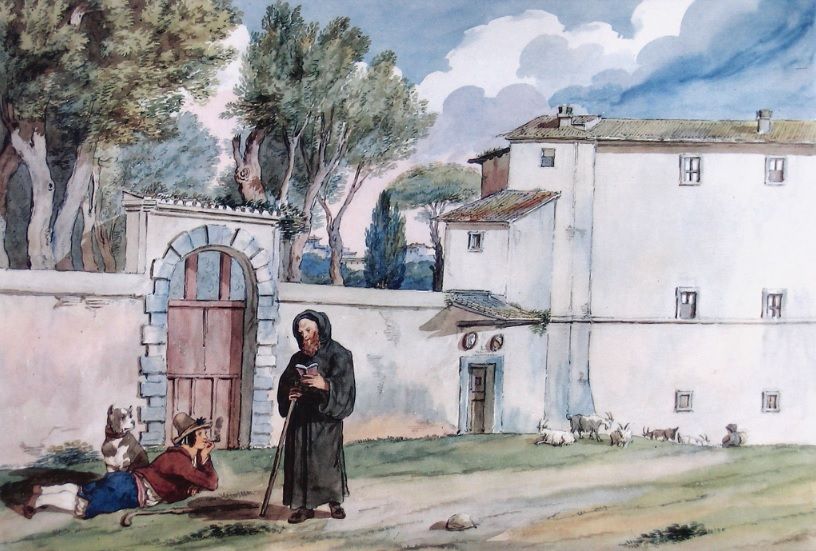
Aquarela de Achille Pinelli (c. 1830) mostrando o mesmo portão, na época ainda servindo como entrada para o jardim do convento dos maronitas.

As Irmãzinhas dos Pobres é uma congregação internacional fundada na França por Santa Joana Jugan e aprovada pelo papa Leão XIII em 1879. As obras do convento começaram imediatamente após a aprovação com base num projeto de Luca Carimini e terminaram em 1883.
O local escolhido era antes o jardim do convento vizinho de Sant'Antonio Abate dei Maroniti, o que fez com que as duas instituições sejam frequentemente confundidas: as Irmãzinhas ficam no edifício do lado sul da praça e os maronitas, o oeste.

## Descrição
Apesar de estar inserida na estrutura de um edifício muito maior, a capela mantém a sua identidade arquitetural e é um bem visível a partir da Via Eudossiana, projetando-se a partir do segundo andar do convento sobre o muro da propriedade. Trata-se de uma estrutura quadrada em tijolos vermelhos com uma abside pentagonal. Há três janelas de topo curvo de cada lado com molduras brancas simples, um motivo repetido na cornija do beiral, também branca. A extremidade com o gablete tem um frontão com um pequeno óculo no tímpano.
A entrada principal do convento, na Piazza di San Pietro in Vincoli, é mais antiga que o edifício e era a entrada para o jardim dos maronitas. O portal é um arco rusticado com uma cornija horizontal por cima.